# Phonologie du gotique
Cette page contient des caractères spéciaux ou non latins. S’ils s’affichent mal (▯, ?, etc.), consultez la page d’aide Unicode.
Cet article traite du système phonologique et phonétique de la langue gotique.
Malgré les conventions, mais pour des raisons de lisibilité, on notera les transcriptions phonologiques entre crochets droits, qui sont normalement réservés à la transcription phonétique. Les barres obliques, en effet, ne sont pas insécables puisqu'elles pourraient être rejetées à la ligne.
Le gotique a connu la première mutation consonantique du germanique commun (ou loi de Grimm) ainsi que la loi de Verner ; il est trop ancien pour avoir subi la seconde mutation consonantique, propre au vieux haut-allemand.
L'on peut déterminer avec plus ou moins de précision la façon dont les mots gotiques de Wulfila se prononçaient grâce à la phonétique comparée, principalement. De plus, Wulfila ayant cherché à suivre de près le texte grec qu'il a traduit, on sait qu'il a utilisé pour son alphabet des conventions identiques à celles du grec de cette époque, ce qui permet par recoupement d'en deviner la prononciation, vu que celle du grec est très bien connue. Enfin, la comparaison entre la manière de transcrire les nombreux noms étrangers de la Bible dans son alphabet et dans leur graphie grecque commune est très instructive.

## Voyelles

### Simples
- [a], [i] et [u] peuvent être brèves ou longues [1]. L'écriture ne distingue la quantité que pour [i], écrit 𐌹 / i pour la brève et 𐌴𐌹 / ei (fausse diphtongue) pour la longue, à l'imitation des usages grecs de l'époque ; [a], [i] et [u] sont longues principalement après la chute d'une nasale devant [h] (cas d'allongement compensatoire) : ainsi, le prétérit du verbe / 𐌱𐍂𐌹𐌲𐌲𐌰𐌽 / briggan [ˈbriŋgan] (« porter », cf. allemand bringen, anglais to bring) est 𐌱𐍂𐌰𐌷𐍄𐌰 / brahta [braːxta] (cf. allemand bracht, anglais brought), évolution de *braŋk-ta. Dans une translittération détaillée, qui tend vers la transcription, on note les quantités longues par le macron (ou, à défaut, le circonflexe) : 𐌱𐍂𐌰𐌷𐍄𐌰 / brāhta ; brâhta ; 𐌿𐌱𐌹𐌻𐍃 / ubils (« mauvais », « mal », cf. allemand übel, anglais evil) ; [uː] se rencontre aisément dans d'autres positions : 𐌱𐍂𐌿𐌺𐍃 / brūks, « utile » ;
- [e] et [o] sont longues et fermées ; l'écriture les note simplement au moyen de 𐌴 / e et 𐍉 / o : 𐌽𐌴𐍈 / neƕ [neːʍ] (« près de », cf. allemand nach, anglais near), 𐍆𐍉𐌳𐌾𐌰𐌽 / fodjan [ˈɸoːdjan] (« nourrir », cf. anglais to feed) ;
- [ɛ] et [ɔ] sont brèves et ouvertes [2] ; l'écriture les note au moyen de fausses diphtongues (comme pour 𐌴𐌹 / ei = [iː]), respectivement 𐌰𐌹 / ai et 𐌰𐌿 / au : 𐍄𐌰𐌹𐌷𐌿𐌽 / taihun [tɛhun] (« dix », cf. anglais ten), 𐌳𐌰𐌿𐌷𐍄𐌰𐍂 / dauhtar [ˈdɔxtar] (« fille », cf. anglais daughter, allemand Tochter) ; en transcription, on écrit les fausses diphtongues aí et aú : taíhun, daúhtar ; [ɛ] et [ɔ] apparaissent principalement devant [r], [h] et [ʍ] [3] ; dans le redoublement au parfait (prés. 𐌷𐌰𐌹𐍄-𐌰𐌽 / háit-an (« nommer »  → prétérit 𐌷𐌰𐌹-𐌷𐌰𐌹𐍄 / haí-háit (« j'ai nommé ») 𐌰𐌹 / ai est probablement prononcé [ɛ] [4].

- [y] (de français une), phonème d'origine grecque utilisé dans les mots d'emprunts, est rendu par [w] en position de voyelle : 𐌰𐌶𐍅𐌼𐌿𐍃 / azwmus [azymus] (« pain azyme », du grec ἄζυμος / ázumos) ; il représente un υ / u ou un οι / oi, qui se prononçaient à l'époque tous deux [y] ; en transcription, on utilise souvent y pour υ / u : ázymos. Il est probable que ce phonème, absent du système phonologique de la langue, ait effectivement valu [i] ;
- la lettre 𐍅 / w semble, dans les mots qui ne sont pas empruntés au grec après une consonne et non suivie d'une voyelle, représenter aussi un [u] ; la raison de l'utilisation de w en position de voyelle à la place de u n'est pas claire : 𐍃𐌲𐌲𐌲𐍅𐍃 / saggws [saŋgus] (« chanson »), cf. anglais song) ;
- il faut ajouter à cette liste (pour des raisons étymologiques) les phonèmes [ɛː] et [ɔː], limités à quelques mots et toujours devant voyelle ; la translittération comme la transcription les notent par ai et au, qui s'opposent ainsi, mais seulement dans la transcription, à ái / aí et áu / aú : 𐍅𐌰𐌹𐍄𐌰 / waian [ˈwɛːan] (« souffler »), 𐌱𐌰𐌿𐍄𐌰 / bauan [ˈbɔːan] (« construire », cf. allemand bauen) 𐌰𐌹𐍈𐍃 / aíƕs (« cheval »).

### Diphtongues
- [ai] et [au] n'offrent aucune difficulté ; elles sont cependant notées dans l'écriture de la même manière que les fausses diphtongues : 𐌰𐌹𐌽𐍃 / ains [ains] (« un », cf. allemand eins), 𐌰𐌿𐌲𐍉 / augo [auɣoː] (« œil », cf. allemand Auge) ; pour différencier les vraies diphtongues des fausses, on transcrit les vraies par ái et áu : 𐌰𐌹𐌽𐍃 / áins, 𐌰𐌿𐌲𐍉 / áugo ; les fausses sont transcrites par aí et aú. ai et au notent les sons [ɛː] et [ɔː].
- [iu] est une diphtongue descendante comme les autres ; on la réalise donc [iu] et non [iu] : 𐌳𐌹𐌿𐍀𐍃 / diups [diups] (« profond », cf. anglais deep) ; 𐌸𐌹𐌿𐌷 / þiuh [θiux] (« cuisse », cf. anglais thigh) ;
- diphtongues grecques : à l'époque de Wulfila, toutes les diphtongues du grec ancien ont été éliminées dans la prononciation et rendues par des voyelles simples (monophtongaison), sauf αυ / au  et ευ / eu, qui valent vraisemblablement [aɸ] / [eɸ] devant une consonne sourde et [aβ] / [eβ] devant une consonne sonore (plus tard [af] / [av] et [ɛf] / [ɛv] selon les mêmes règles) ; Wulfila les note, dans les emprunts au grec, par 𐌰𐍅 / aw et 𐌰𐌹𐍅 / aiw (ce dernier transcrit aíw puisque le digramme ai représente [ɛ]), rendus soit par [au], [ɛu] soit par [aw], [ɛw] : 𐍀𐌰𐍅𐌻𐌿𐍃 / Pawlus [paulus] (« Paul »), du grec Παῦλος / Paûlos, 𐌰𐌹𐍅𐌰𐌲𐌲𐌴𐌻𐌹𐍃𐍄𐌰 / aíwaggelista [ˈɛwaŋgeːlista] (« évangéliste »), du grec εὐαγγελιστής / euaggelistếs via le latin evangelista ;
- les voyelles simples et les diphtongues (vraies ou fausses) peuvent être suivies d'un [w], qui devait vraisemblablement se prononcer comme un second élément de diphtongue de timbre [u] ; il semble qu'il s'agisse plus de diphtongues par coalescence que de diphtongues phonologiques insérées dans le système de la langue (à la manière, mutatis mutandis, de [aj] dans le français paille [paj], qui n'est pas une diphtongue [ai] mais la suite d'une voyelle et d'un yod) : 𐍀𐍅𐌴𐌰 / alew [aleːw] (« huile d'olive », du latin oleum), 𐍃𐌽𐌰𐌹𐍅𐍃 / snáiws [snaiws] (« neige », cf. anglais snow), 𐌻𐌰𐍃𐌹𐍅𐍃 / lasiws [lasiws]; « fatigué »).

### Sonantes vocalisées
Les sonantes [l], [m], [n] et [r] peuvent jouer le rôle de sommet de syllabe (cas de vocalisation), de même qu'en indo-européen (et en sanskrit pour [l] et [r]). De fait, après consonne à la fin du mot ou entre des consonnes, ces sonantes sont prononcées comme des voyelles. C'est encore le cas dans une langue germanique comme l'anglais, par exemple, où bottle « bouteille », est prononcé normalement [bɒtl̩]. Ainsi 𐍄𐌰𐌲𐌻 / tagl [ta.ɣl̩] (« chevelure », cf. anglais tail, « queue »), 𐌼𐌰𐌹𐌸𐌼𐍃 / máiþms [mai.θm̩s] (« don »), 𐍄𐌰𐌹𐌺𐌽𐍃 / táikns [tai.kn̩s] (« signe », cf. allemand Zeichen, anglais token) et 𐍄𐌰𐌲𐍂 / tagr [taɣr̩] (« larme », cf allemand Träne, anglais tear).

## Consonnes
En règle générale, les consonnes sont dévoisées en fin de mot. Le gotique est riche en fricatives (à moins que ce ne soient des spirantes, mais il n'est pas possible de trancher) issues des modifications décrites par la loi de Grimm et celle de Verner propres aux langues germaniques. C'est une des rares langues de ce groupe à posséder un [z] (issu de [s]) qui ne soit pas passé à [r] par rhotacisme. De plus, il semble que le redoublement écrit des consonnes à l'intervocalique indiquât bien qu'il existait pour elles une quantité longue ou une gémination : 𐌰𐍄𐍄𐌰 / atta [ˈatːa] (« papa » ; mot hypocoristique comparable au grec homérique ἄττα / átta et au latin atta, de même sens), 𐌺𐌿𐌽𐌽𐌰𐌽 / kunnan [ˈkunːan] (« connaître », cf. allemand kennen).

### Occlusives
- [p], [t] et [k] n'offrent aucune difficulté et sont régulièrement notés par 𐍀	 / p, 𐍄 / t et 𐌺 / k : 𐍀𐌰𐍃𐌺𐌰 / Paska [ˈpaska] (« Pâque », du grec ancien Πάσχα / Páskha), 𐍄𐌰𐍃𐌺𐌰 / taska [ˈtaska] (« poche », cf.  allemand Tasche), 𐍄𐌿𐌲𐌲𐍉 / tuggo [ˈtuŋgoː] (« langue », cf.  allemand Zunge, anglais tongue), 𐌺𐌰𐌻𐌱𐍉 / kalbo [kalboː] (« veau », cf. anglais calf) ;  𐍄𐌿𐌽𐌸𐌿𐍃 / tunþus [ˈtunθus] (« dent », cf. allemand Zahn, anglais tooth) ; 𐌺𐌻𐌰𐌹𐌸𐍃 / kláiþs (« vêtement », cf. allemand Kleid, anglais cloth) ;
- [kʷ] est une occlusive complexe à appendice labiovélaire, comparable au latin qu ; elle est translittérée par q : 𐌵𐌹𐌼𐌰𐌽 / qiman (« venir », cf.  allemand kommen, anglais to come) ;  𐌵𐌹𐌽𐍉 / qino (« femme », au sens d'« être humain femelle ») ; 𐌵𐌴𐌽𐍃 / qens (« femme », au sens d'« épouse ») ; elle poursuit étymologiquement un ancien *gʷ indo-européen ;
- [b], [d] et [g] : sauf entre voyelles, les consonnes notées par les lettres 𐌱 / b, 𐌳 / d et 𐌲 / g dans l'alphabet gotique sont des occlusives sonores. Au contact d'une sourde, il est vraisemblable que les occlusives sonores sont dévoisées : 𐌱𐌻𐌹𐌽𐌳𐍃 / blinds [blind̥s] (« aveugle », cf.  allemand blind, anglais blind), 𐌱𐍂𐍉𐌸𐌰𐍂 / broþar (« frère », cf. allemand Bruder, anglais brother), 𐌱𐌰𐌳𐌹 / badi (« lit », cf. allemand Bett, anglais bed); 𐌳𐌰𐌲𐍃 / dags [dag̊s] (« jour », cf. anglais day, allemand Tag), 𐌲𐍂𐌰𐍃 / gras [gras] (« herbe », cf. anglais grass, allemand Gras), 𐌲𐍂𐌿𐌽𐌳𐌿𐍃 / grundus (« fond », cf. allemand Grund « sol ») ; [b] et [d] en fin de mot, à moins d'être passés à [ɸ] et [θ], ce qui est un traitement possible, sont probablement sourds : 𐌻𐌰𐌼𐌱 / lamb [lamp] (« agneau », cf. anglais lamb), 𐌱𐌰𐌽𐌳 / band [bant] (« [il / elle] lia », cf. anglais bound, allemand band) 𐌲𐌰𐌻𐌹𐌲𐍂𐌹 / galigri (« rapport sexuel »).

### Fricatives
- [s] et [z] sont régulièrement notés par 𐍃 / s et 𐌶 / z ; [z] ne se trouve pas en fin de mot. Ainsi : 𐍃𐌰𐌹𐌷𐍃 / saíhs [sɛxs] (« six », cf. allemand sechs), 𐌰𐌵𐌹𐌶𐌹 / aqizi [ˈakʷizi] (« hache », cf. anglais axe, allemand Axt) ; 𐍃𐌹𐌱𐌿𐌽 / sibun (« sept », cf. allemand sieben, anglais seven) ; 𐍃𐍅𐌹𐍃𐍄𐌰𐍂 / swistar (« sœur », cf. allemand Schwester, anglais sister) ; 𐍃𐌿𐌽𐌿𐍃 / sunus (« fils », cf. allemand Sohn, anglais son) ; 𐍃𐌺𐌿𐌲𐌲𐍅𐌰 / skuggwa  (« miroir ») ; 𐍃𐌺𐌰𐌿𐌽𐍃 / skaúns (« beau », cf. allemand schön) ; 𐍃𐌺𐌰𐌿𐌽𐌴𐌹 / skaúnei (« beauté », cf. allemand Schönheit) ; 𐍃𐌻𐌴𐍀𐌰𐌽 / slepan (« dormir », cf. anglais to sleep) ; 𐍃𐌰𐌲𐌲𐍅𐍃 / saggws (« chanson », cf. anglais song) ; 𐍃𐌹𐌲𐌲𐍅𐌰𐌽 / siggwan (« chanter », cf. anglais to sing) ; 𐍃𐍅𐌰𐌹𐌷𐍂𐌰 / swaihra (« beau-père », cf. allemand « Schwäher ») ; 𐍃𐍅𐌰𐌹𐌷𐍂𐍉 / swaihro (« belle-mère », cf. allemand « Schwieger »)
- [ɸ] et [θ] (ce dernier traditionnellement transcrit par þ), notés 𐍆 / f et 𐌸 / þ, sont en correspondance directe avec [p] et [t] ; il est probable que [ɸ], relativement instable, soit passé à la labiodentale [f] ; f et þ sont aussi le résultat de 𐌱 / b et 𐌳 / d en fin de mots, qui sont assourdis et spirantisés : 𐌲𐌹𐍆 / gif [giɸ] (« donne ! »), impératif de 𐌲𐌹𐌱𐌰𐌽 / giban (« donner », cf. allemand geben, anglais to give), 𐌼𐌹𐌸 / miþ [miθ] (« avec », de *mid, cf. vieil anglais mid et allemand mit) ; 𐍆𐌰𐌿𐌷𐍉 / faúhō (« renard », cf. allemand Fuchs, anglais fox), 𐍆𐌹𐌳𐍅𐍉𐍂 / fidwor (« quatre », cf. allemand vier, anglais four), 𐍆𐌹𐌼𐍆 / fimf (« cinq », cf. allemand fünf, anglais five) 𐍆𐍂𐌰𐌿𐌾𐌰 / fráuja (« seigneur », cf. vieux saxon frao, vieil anglais frēa) ; 𐍆𐍂𐌰𐌿𐌾𐍉 / fráujō (« dame », cf. allemand Frau) ; 𐍆𐌹𐌽𐌸𐌰𐌽 / finþan (« trouver », cf. anglais to find), 𐌸𐌰𐌷𐍃𐌿𐍃 / þahsus (« blaireau », cf. allemand Dachs), 𐌸𐍂𐌴𐌹𐍃 / þreis (« trois », cf.  allemand drei, anglais three) ; 𐌸𐌹𐌿𐌳𐌰𐌽𐍃 / þiudans (« roi ») 𐍆𐌰𐌳𐌰𐍂 / fadar (« père », cf. allemand Vater, anglais father) ; 𐍆𐍂𐌹𐌿𐍃𐌰 / friusa (« gel », cf. anglais frost) ; 𐌸𐌰𐌲𐌺𐍃 / þagks (« merci », cf. anglais thanks) ; 𐌸𐌹𐌿𐍆𐍃 / þiufs (« voleur », cf. allemand Dieb, anglais thief) ;
- [x] (en phonétique germanique, le symbole χ est préféré) peut être écrit de diverses manières : 
  - comme spirantisation de [k], il est écrit 𐌷 / h devant une consonne ou en fin de mot : 𐌽𐌰𐌷𐍄𐍃 / nahts [naxts] (« nuit », cf. allemand Nacht), 𐌾𐌰𐌷 / jah [jax] (« et », cf. grec ὅς / hós (« qui »), de *yo-s, et allemand ja, « oui »), 𐌰𐌷𐍄𐌰𐌿 / ahtau (« huit », cf. allemand acht, anglais eight)
  - s'il est issu de [g] en fin de mot, il est écrit 𐌲 / g : 𐌳𐌰𐌲 / dag [dax] (« ciel », à l'accusatif),
  - dans quelques rares emprunts au grec, il est noté par 𐍇 / x et représente un χ / kh : 𐍇𐍂𐌹𐍃𐍄𐌿𐍃 / Xristus [xristus] (« Christ », du grec Χριστός / Khristós). Il est aussi possible que cette lettre notât un [k] ;
- [h] est noté par 𐌷 / h et ne se rencontre qu'à l'initiale ou à l'intervocalique ; c'est un allophone de [x] : 𐌷𐌰𐌱𐌰𐌽 / haban (« avoir », cf. allemand haben, anglais to have), 𐌷𐌿𐍀𐍃 / hups (« hanche », cf. anglais hip), 𐌷𐍂𐌰𐌱𐌽𐍃 / hrabns (« corbeau », cf. allemand Rabe, anglais raven), 𐌰𐌷𐍄𐌰𐌿𐍄𐌴𐌷𐌿𐌽𐌳 / ahtáutehund [axtauteːhunt] (« onze », cf )
- [β], [ð] et [ɣ] sont des fricatives sonores qu'on ne rencontre qu'à l'intervocalique ; ce sont des allophones de [b], [d] et [g] et l'écriture ne les distingue pas. Il est possible que [β] soit passé à [v], forme labiodentale plus stable (cas de renforcement articulatoire). En phonétique des langues germaniques, ces phonèmes sont le plus souvent transcrits par ƀ, đ et ǥ : 𐌷𐌰𐌱𐌰𐌽 / haban [ˈhaβan] (« avoir », cf. allemand haben, anglais to have), 𐌸𐌹𐌿𐌳𐌰 / þiuda [θiuða] (« peuple », cf. allemand Deutsch, anglais Dutch, noms de peuples. L'italien tedesco signifiant allemand vient de ce radical), 𐌰𐌿𐌲𐍉 / áugo [ˈauɣoː] (« œil ») ; 𐌲𐍉𐌸𐍃 / goþs (« bon », cf. allemand gut, anglais good)
- [xʷ] est la variante labiovélarisée de [x] et le résultat du phonème indo-européen *kʷ ; il est probable qu'il ait abouti à [ʍ] (soit un [w] sourd), comme en anglais, du reste, dans certaines variantes dialectales (prononciation écossaise, par exemple), phonème invariablement noté par wh et de même origine étymologique ; la translittération du gotique le note par la ligature ƕ ; l'on peut ainsi établir les comparaisons suivantes : 𐍈𐌰𐌽 / ƕan [ʍan] = angl. when [ʍen] (« quand »), 𐍈𐌰𐍂 / ƕar [ʍar] = angl. where [ʍɛǝɹ] (« où »), 𐍈𐌴𐌹𐍄𐍃 / ƕeits [ʍiːts] = angl. white [ʍaɪt] (« blanc »), etc.

### Nasales
Les nasales, comme dans la majorité des langues, sont homorganiques, c'est-à-dire qu'elles suivent le point d'articulation de la consonne qui les précède ou les suit (on parle d'assimilation du point d'articulation). Des suites [md] ou [nb] sont donc impossibles. Il existe trois nasales, dont une n'est qu'un allophone des autres en distribution complémentaire.
- [n] et [m] sont en distribution libre, sauf en contact avec une occlusive, auquel cas ils sont neutralisés : [n]devant une occlusive bilabiale devient [m] tandis que [m] devant une occlusive dentale passe à [n] (cas d'assimilation du point d'articulation) ; devant une occlusive vélaire, les nasales passent à [ŋ] ; [n] et [m] sont régulièrement notés par 𐌽 / n et 𐌼 / m et l'écriture indique les processus de neutralisation : 𐍃𐌽𐌹𐌿𐌼𐌿𐌽𐌳𐍉 / sniumundo [sniumundoː] (« rapidement ») ; 𐌽𐌹𐌿𐌽 / niun (« neuf », cf. allemand neun, anglais nine), 𐌽𐌰𐌵𐌰𐌸𐍃 / naqaþs (« nu », cf. allemand nackt, anglais naked) ; 𐌽𐌰𐌵𐌰𐌳𐌴𐌹 / naqadei (« nudité », cf. allemand Nacktheit, anglais nudity), 𐌼𐌰𐌽𐌽𐌰 / manna (« homme », cf. allemand Mann, anglais man), 𐌼𐌹𐌻𐌹𐌸 / miliþ (« miel ») ; 𐌼𐍉𐌳𐌰𐍂 / modar (« mère », cf. allemand Mutter, anglais mother) ; 𐌼𐌿𐍃 / mus (« souris », cf. allemand Maus, anglais mouse), 𐌼𐌿𐍃𐍄𐍂𐌹𐌲𐌲𐍃 / mustriggs (« chauve-souris ») ; 𐌼𐌿𐌽𐌸𐍃 / munþs  (« bouche », cf. allemand Mund, anglais mouth)
- [ŋ] n'a pas le statut de phonème libre, il n'est que le résultat de la neutralisation d'une nasale devant une occlusive vélaire ; il est en distribution complémentaire avec [n] et [m] et n'apparaît pas dans d'autres contextes ; l'écriture le note, à la manière du grec, par un 𐌲 / g devant une autre vélaire : 𐌸𐌰𐌲𐌺𐌾𐌰𐌽 / þagkjan [θaŋkjan] (« penser », cf. anglais to think), 𐍄𐌿𐌲𐌲𐍉 / tuggo [tuŋgoː] (« langue »), 𐍃𐌹𐌲𐌵𐌰𐌽 / sigqan [siŋkʷan] (« couler », cf. anglais to sink) ; cependant, la séquence 𐌲𐌲𐍅 / ggw peut aussi noter un [gː] suivi de [u], comme dans  𐍄𐍂𐌹𐌲𐌲𐍅𐍃 / triggws [trigːus] (« vrai », cf. anglais true). Parfois, un 𐌽 / n placé devant une vélaire doit être interprété comme un [ŋ] : 𐌸𐌰𐌽𐌺𐌴𐌹𐌸 / þankeiþ pour 𐌸𐌰𐌲𐌺𐌴𐌹𐌸 / þagkeiþ [θaŋkiːθ] (« il pense »).

### Spirantes et autres phonèmes
- [w] est noté par 𐍅 / w devant voyelle : 𐍅𐌴𐌹𐍄𐍃 / weits [wiːts] (« blanc »), 𐍄𐍅𐌰𐌹 / twái [twai] (« deux », cf. allemand zwei, anglais two) ; 𐍅𐌿𐌻𐍆𐍃 /  wulfs (« loup », cf. allemand Wolf, anglais wolf) ; 𐍅𐌹𐍃𐌰𐌽 / wisan (« être ») ; 𐍅𐌰𐌳𐌳𐌾𐌿𐍃 / waddjus (« mur ») ; 𐍅𐌴𐌹𐌽 / wein (« vin », cf. allemand Wein, anglais wine) ; 𐍅𐍉𐌸𐌴𐌹𐍃 / woþeis (« doux », cf. allemand weich, anglais sweet) ; 𐍅𐌰𐌻𐌷𐌰 / Walha (« Celte », « Latin », cf. anglo-saxon Wealh), 𐍅𐌰𐌻𐌷𐌹𐍃𐌺𐍃 / walhisks (« celte », « latin », cf. anglo-saxon wilisc) ;  𐍅𐌹𐌽𐌹𐌳𐌰 / Winida (« Slave », cf. allemand Wende), 𐍅𐌹𐌽𐌹𐌳𐌹𐍃𐌺𐍃 / winidisks (« slave », cf. allemand wendisch)
- [j] est écrit au moyen de la lettre 𐌾 / j : 𐌾𐌴𐍂 / jer [jeːr] (« année », cf. allemand Jahr, anglais year), 𐌾𐌹𐌿𐌻𐌰 / Jiula (« Noël »), 𐍃𐌰𐌺𐌾𐍉 / sakjo [ˈsakjoː] (« dispute ») ;
- [l] n'offre aucune difficulté : 𐌻𐌰𐌲𐌲𐍃 / laggs [laŋɡs] (« long », cf. allemand lang), 𐌼𐌴𐌻 / mel [meːl] (« heure ») ; se rappeler que la même lettre peut noter la sonnante vocalisée [l̩] ;
- [r] est une vibrante [r] ou une battue [ɾ] ; il n'est pas possible de trancher ; ainsi : 𐍂𐌰𐌹𐌷𐍄𐍃 / raíhts [rɛxts] (« droit », cf. anglais right, allemand recht), 𐌰𐍆𐌰𐍂 / afar [ˈaɸar] (« après ») ; la même lettre peut aussi noter la sonnante vocalisée [r̩].

## Tableaux synoptiques
La notation suit ici celle de l'API.

### Voyelles
| Simples | Diphtongues |

## Accentuation
L'accent du gotique peut être assez facilement restitué par la phonétique comparée et la connaissance des lois de Grimm et de Verner. On sait qu'il était nécessairement tonique, et non de hauteur, au contraire de l'indo-européen et de certaines de ses langues-filles, comme le sanskrit ou le grec ancien. En effet, les caractéristiques propres à l'accent d'intensité se démontrent aisément dans cette langue, par l'étude de l'origine de certaines voyelles longues (comme [iː], [uː] et [eː]) et les phénomènes de syncope (disparition d'une voyelle atone) principalement. L'accent de hauteur de l'indo-européen a été entièrement remplacé par l'accent tonique, et sa place a été modifiée de même : à l'instar des autres langues germaniques, l'accent frappe la première syllabe (cela se constate aisément en anglais : la plupart des mots qui n'ont pas un accent initial sont des emprunts à une autre langue). L'accent ne se déplace pas au cours de la flexion. Dans les mots composés, tout dépend de la nature du second élément : 
- second élément nominal (substantif, adjectif) : l'accent reste sur la première syllabe ;
- second élément verbal : l'accent se place sur la première syllabe de l'élément verbal ; le préfixe, le cas échéant, est toujours atone, sauf en cas de tmèse (séparation du préfixe et du radical d'un mot, entre lesquels un autre mot peut être introduit) : là, le préfixe est tonique.

Exemples (choisis de telle sorte que la comparaison avec une autre langue germanique permette de vérifier la place de l'accent) :
- mots simples : 𐌼𐌰𐍂𐌺𐌰 / marka [ˈmarka] (« frontière », « marche », cf. anglais march et, indépendamment de l'accent français, marquis, hérité du francique) ; 𐌰𐍆𐍄𐍂𐌰 / aftra [ˈaɸtra] (« après », cf. anglais after), 𐌱𐌹𐌳𐌾𐌰𐌽 / bidjan [ˈbidjan] (« prier », cf. néerlandais bidden, allemand bitten) ;
- mots composés :
  - second élément nominal : 𐌲𐌿𐌳𐌰-𐌻𐌰𐌿𐍃 / guda-láus [ˈguðalaus] (« sans dieu », cf. anglais godless, néerlandais goddeloos),
  - second élément verbal : 𐌲𐌰-𐌻𐌰𐌿𐌱𐌾𐌰𐌽 / ga-láubjan [gaˈlaubjan] (« croire », cf. néerlandais geloven, allemand glauben, issu du vieux haut-allemand g(i)louben par syncope de i atone). 𐌲𐌰-𐌻𐌹𐌲𐌰𐌽 / ga-ligan [gaˈliɡan] (« faire l'amour », cf. vieux saxon giliggian, vieil anglais gelicgan, néerlandais geliggen).